# Sceptrophasma javanum
Clonaria javanica is een wandelende tak uit de familie Bacillidae. De wetenschappelijke naam van deze soort is voor het eerst voorgesteld als Phasma (Bacillus) javanum door Wilhem de Haan in een publicatie uit 1842.
De soort komt voor op Java.